# Монгольские языки

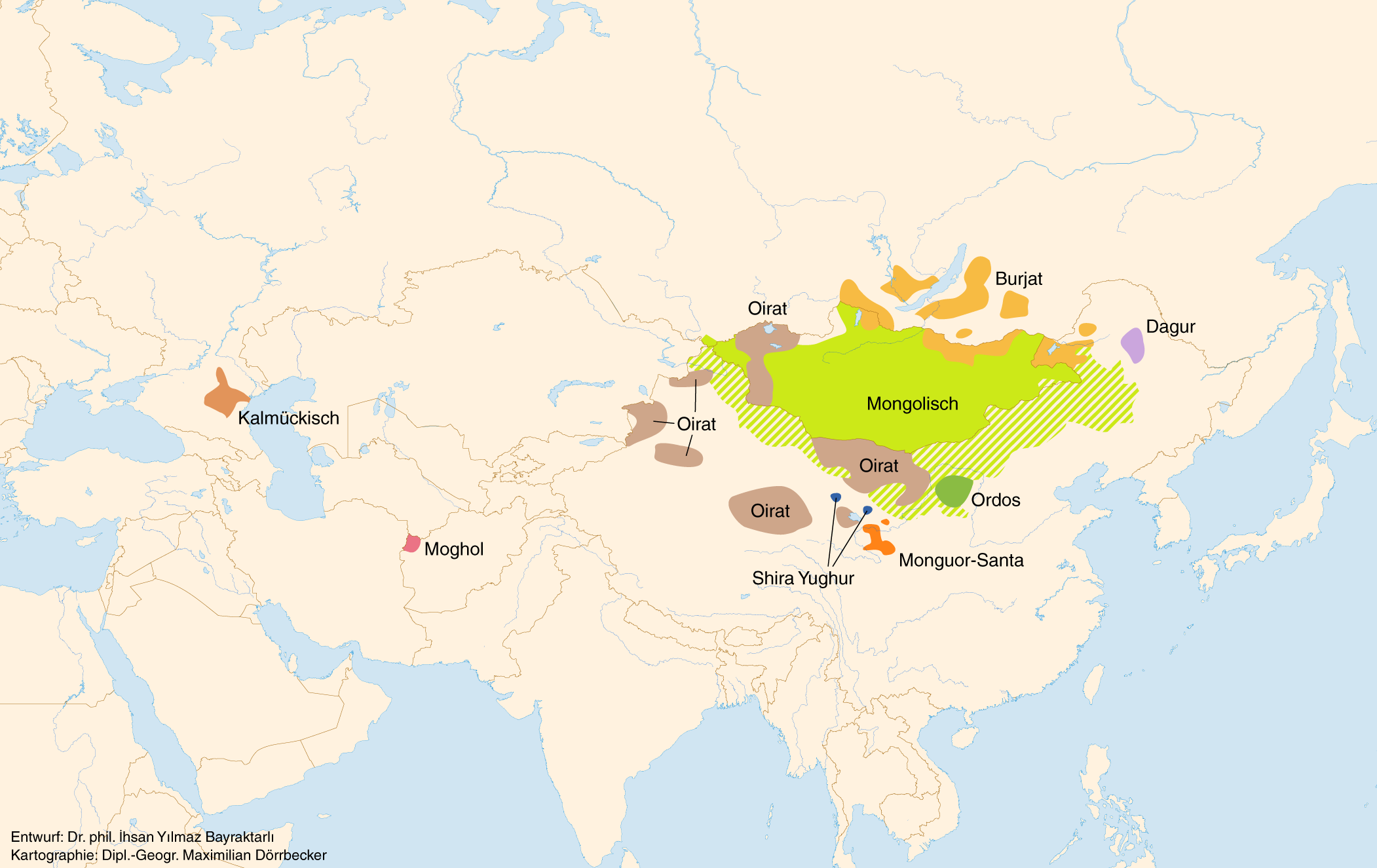

Монго́льские языки́ — языковая семья, включающая в себя несколько достаточно близкородственных языков Монголии, Китая, России и Афганистана. Появились из прамонгольского языка в XIII веке н. э. Вероятный предок монгольских языков — сяньбийский праязык. Монгольские языки имеют много общего с тюркскими и тунгусо-маньчжурскими, из-за чего их иногда объединяют в алтайскую ареальную группу. 
Носители — монгольские народы, объединённые по культурной общности и языковой принадлежности. Кроме того, классический монгольский служил письменным языком тувинцев до 1940 года.
По оценке 2011 года общее число говорящих на монгольских языках — около 9,5 миллионов человек.
Характерной чертой монгольских языков является значительное количество тюркских заимствований, что при влиянии монгольского языка на тюркские в историческое время значительно усложняет проблему изучения языковых связей. По сей день в Монголии и Китае существует ряд этнических групп тюрко-монгольских билингвов (хотоны, жёлтые уйгуры). Вероятно, ранее такой билингвизм был более распространён.

## Классификация
Северномонгольская группа
- Старописьменный монгольский язык (классический старописьменный монгольский язык) — общий литературный язык всех монгольских племён с XIII по XVII в.
  - среднемонгольский язык (XIII—XVI вв.)
  - бурятский извод
  - современный литературный язык Внутренней Монголии (Китай)
- Центральномонгольская группа — включает 3 языка, структурно являющихся наречиями одного языка
  - современный монгольский язык
    - халха-монгольский (халха) литературный язык — Монголия
    - восточный, центральный и южный диалекты — Монголия и Китай
    - ордосский диалект — занимает промежуточное положение между центральными и западно-монгольскими языками — Китай

  - бурятский язык (бурят-монгольский) — Россия, Монголия и Китай
  - хамниганский язык
- Западномонгольская группа
  - ойратский классический (литературный) язык
  - калмыцкий язык — Россия
  - ойратский язык — Китай и Монголия

Южномонгольская группа
- шира-югурский язык — лексически более близок северномонгольским языкам.
- монгорский язык (ту, широнгол-монгольский). В западной литературе обычно разделяется на два языка, соответствующие принятым в советской традиции диалектам хуцзу и минхэ.
- баоаньско-дунсянская подгруппа
  - баоаньский язык
  - дунсянский язык
  - канцзя[англ.]

Могольская группа
- могольский язык — Афганистан

Киданьская группа
- киданьский язык — мёртвый язык киданей
- даурский (дагурский) язык

Прочие древние языки
- сяньбийский язык — язык племени сяньби, обитавшего во II—IV вв. на территории современной Внутренней Монголии; в IV в. сяньби совместно с племенем табгачей вторглись в Китай и основали «поздневэйскую» династию Тоба, просуществовавшую до середины VI в.
  - табгачский диалект

### Грунтов и Мазо (2015)
Классификация монгольских языков (Грунтов и Мазо 2015):
- монгольские
  - северно-монгольские
    - хамниганский язык
    - бурятский язык
    - новобаргутский язык и старобаргутский язык
    - халха язык
    - олетский язык
      - ордосский язык
      - ойратский язык и калмыцкий язык

    - хошутский язык

  - дагурский язык
  - «архаичные» языки
    - языки среднемонгольских памятников (ССМ, МА, ХЮ)
    - могольский язык
    - баоаньская подгруппа
      - баоаньский язык
      - дунсянский язык
      - шира-югурский язык
        - минхэ
        - хуцзу
        - канцзя